# Pontificia commissione centrale per l'arte sacra in Italia
La Pontificia commissione centrale per l'arte sacra in Italia è stato un organismo della Curia romana ordinato alla conservazione e valorizzazione del patrimonio storico-artistico della Chiesa cattolica presente nel territorio italiano.

## Profilo
La Commissione venne costituita con circolare della Segreteria di Stato agli ordinari d'Italia n. 34215 il 1º settembre 1924 e restò attiva fino al 1988.
Ebbe come obiettivo la conservazione del vasto patrimonio d'arte della Chiesa cattolica e costituito da edifici sacri, quadri, sculture, suppellettili liturgiche, reliquari, paramenti di culto.
Tra gli scopi della Commissione quello di mantenere alto l'interesse e lo zelo devoto per la conservazione e l'incremento del patrimonio artistico della Chiesa.
Alle "Commissioni diocesane" è attribuito il compito di compilare inventari degli oggetti d'arte, di costituire e gestire i Musei diocesani e promuovere la cultura dell'arte sacra nelle diocesi.

## Cronotassi dei presidenti
- Monsignore Spirito Maria Chiappetta † (1924 - 1943 dimesso)
- Arcivescovo Giovanni Costantini † (26 luglio 1943 - 17 maggio 1956 deceduto)
- Arcivescovo Giovanni Fallani † (1956 - 23 luglio 1985 deceduto)